# 評論家選擇協會
評論家選擇協會（Critics Choice Association），舊稱廣播影評人協會（英語 ：Broadcast Film Critics Association，簡稱BFCA）是现在北美规模最大的专业影評組織，開辦於1995年。
自1995年起，每年頒發评论家选择奖，其中包括評論家選擇電影獎、評論家選擇電視獎、評論家選擇紀錄片獎、評論家選擇實境電視獎與評論家選擇超級獎等，由美國與加拿大的近二百家电视台、电台联合创办。评论家选择奖是繼奥斯卡金像獎和金球獎之後的第三個面向全北美地區電視直播頒獎典禮的专业电影奖项。

## 每月推荐電影
官方每月与观众的互动环节之一。

### 2002年
- 1月：《人間有情天》（La stanza del figlio）
- 2月：《遺言》（Last Orders）
- 3月：《E.T.外星人》（E.T. the Extra-Terrestrial）20週年版
- 4月：《鬼頭鬼腦》（Nueve reinas）
- 5月：《真峰相對》（Insomnia）
- 6月：《新天堂樂園》（Nuovo Cinema Paradiso）導演版
- 7月：《非法正義》（Road to Perdition）
- 8月：《不速之客》（One Hour Photo）
- 9月：《讓愛自由》（Moonlight Mile）
- 10月：《美國黐GUN檔案》（Bowling for Columbine）
- 11月：《悄悄告訴她》（Hable con ella）
- 12月：《芝加哥》（Chicago）

### 2003年
- 1月：《無法無天》（Cidade de Deus）
- 2月：《童魘》（Spider）
- 3月：《我愛貝克漢》（Bend It Like Beckham）
- 4月：《歌聲滿人間》（A Mighty Wind）
- 5月：《海底總動員》（Finding Nemo）
- 6月：《鯨騎士》（Whale Rider）
- 7月：《神鬼奇航：鬼盜船魔咒》（Pirates of the Caribbean: The Curse of the Black Pearl）
- 8月：《瑪德琳姊妹》（The Magdalene Sisters）
- 9月：《下一站，幸福》（The Station Agent）
- 10月：《異形》（Alien）
- 11月：《前進天堂》（In America）
- 12月：《魔戒三部曲：王者再臨》（The Lord of the Rings: The Return of the King）

### 2004年
- 1月：《少女奧薩瑪》（Osama）
- 2月：《再見列寧！》（Good Bye, Lenin!）
- 3月：《王牌冤家》（Eternal Sunshine of the Spotless Mind）
- 4月：《追殺比爾：愛的大逃殺》（Kill Bill: Vol. 2）
- 2月：《探討深喉嚨》（Inside Deep Throat）
- 3月：《愛你愛到快抓狂》（The Upside of Anger）
- 4月：《萬惡城市》（Sin City）
- 5月：《衝擊效應》（Crash）
- 6月：《最後一擊》（Cinderella Man）
- 7月：《輪椅上的競技》（Murderball）
- 8月：《疑雲殺機》（The Constant Gardener）
- 9月：《暴力效應》（A History of Violence）
- 10月：《晚安，祝你好運》（Good Night, and Good Luck.）
- 11月：《為你鍾情》（Walk the Line）
- 12月：《斷背山》（Brokeback Mountain）

### 2006年
- 1月：《漫遊火星》（Roving Mars）
- 2月：《黑幫暴徒》（Tsotsi）
- 3月：《V怪客》（V for Vendetta）
- 4月：《聯航93》（United 93）
- 5月：《森林保衛戰》（Over the Hedge）
- 6月：無
- 7月：《小太陽的願望》（Little Miss Sunshine）
- 8月：《世貿中心》（World Trade Center）
- 9月：《隔牆有心人》（Little Children）
- 10月：《硫磺島的英雄們》（Flags of Our Fathers）
- 11月：《芭樂特：哈薩克青年必修（理）美國文化》（Borat: Cultural Learnings of America for Make Benefit Glorious Nation of Kazakhstan）
- 12月：《來自硫磺島的信》（《硫黄島からの手紙》／Letters From Iwo Jima）

### 2007年
- 1月：《波特小姐：比得兔的誕生》（Miss Potter）
- 2月：《竊聽風暴》（Das Leben der Anderen）
- 3月：《吹動大麥的風》（The Wind That Shakes the Barley）
- 4月：《瘋人鋸院》（Grindhouse）
- 5月：《曾經。愛是唯一》（Once）
- 6月：《健保真要命》（Sicko）
- 7月：《髮膠明星夢》（Hairspray）
- 8月：《神鬼認證：最後通牒》（The Bourne Ultimatum）
- 9月：《黑幕謎情》（Eastern Promises）、《月球的陰影》（In the Shadow of the Moon）
- 10月：《全面反擊》（Michael Clayton）
- 11月：《險路勿近》（No Country for Old Men）
- 12月：《鴻孕當頭》（Juno）

### 2008年
- 1月：《科洛弗檔案》（Cloverfield）
- 2月：《偽鈔風暴》（Die Fälscher）
- 3月：《荷頓奇遇記》（Horton Hears a Who!）

## 獎項
每年1月中上旬頒奖。目前的固定獎項有：
- 最佳影片
- 最佳導演
- 最佳整體演出
- 最佳男主角
- 最佳女主角
- 最佳男配角
- 最佳女配角
- 最佳年輕男演員
- 最佳年輕女演員
- 最佳劇本
- 最佳作曲人
- 最佳歌曲
- 最佳外語片
- 最佳動畫長片
- 最佳紀錄長片
- 最佳喜劇電影
- 最佳家庭電影
- 最佳電視電影

## 外部連結
- 评论家选择奖的官方網站 （页面存档备份，存于）